# Progressiewe Party
De Progressive Party (Afrikaans: Progressiewe Party, Nederlands: Progressieve Partij), was een Zuid-Afrikaanse politieke partij die van 1959 tot 1975 bestond. De partij had jarenlang één zetel in Volksraad. Deze zetel werd bezet door mevr. Helen Suzman.

## Geschiedenis
De Progressive Party kwam voort uit de United Party/Verenigde Party. Deze partij vormde sinds 1948 de officiële oppositie tegen het apartheidsregime van de Nasionale Party. De Verenigde Party was tegenstander van apartheid, maar geloofde wél in de blanke suprematie over de zwarten en Kleurlingen in Zuid-Afrika. Dit officiële partijstandpunt werd evenwel niet gedeeld door de meer progressieve leden van de partij. Sinds het einde van de jaren 50 liepen de spanningen tussen conservatieven en progressieven binnen de VP hoog op.

### Oprichting

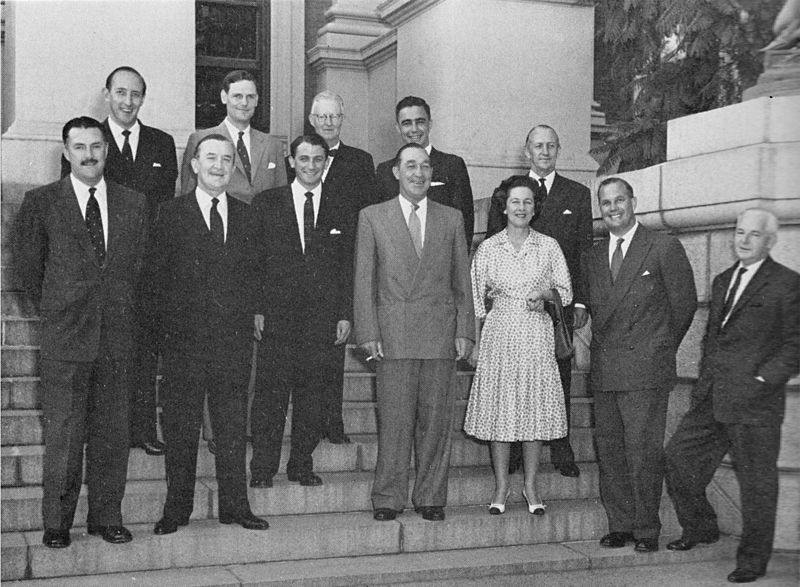
Parlementsleden van de Progressiewe Party in 1960

Tijdens het partijcongres van de Verenigde Party, dat op 11 augustus 1959 te Bloemfontein (Oranje Vrijstaat) bereikten de spanningen binnen de partij een hoogtepunt. De conservatieve gedelegeerden beschuldigden de progressieven ervan "kafferboeties" en "liberaliste" te zijn en de progressieven begrepen dat er binnen de Verenigde Party geen behoefte bestond voor een koerswijziging. De progressieven bedankten voor het lidmaatschap van de partij en op 13 november 1959 richtten zij de Progressive Party/Progressiewe Party (PP) op. Dr. Jan Steytler, voorheen leider van de VP in Kaapstad, werd gekozen tot eerste leider van de PP. Harry Lawrence, in het verleden minister in het kabinet-Smuts, werd de eerste voorzitter van de partij. Twaalf parlementariërs die tot dan toe tot de Verenigde Party behoorden, sloten zich bij de PP aan en vormden de eerste fractie van de Progressive Party in de Volksraad.

### 1961-1974
De eerste parlementsverkiezingen waar de PP aan deelnam waren de parlementsverkiezingen van 31 mei 1961. Bij deze verkiezingen behaalde de PP maar één zetel. Mevr. Helen Suzman, gekozen voor het kiesdistrict Houghton, nam namens de PP zitting in de Volksraad. Mevr. Suzman bleef bijna dertien jaar het enige parlementslid voor de progressieven maar zij voerde een krachtige oppositie tegen het apartheidsbeleid van de regering en werd het gezicht van de oppositie.
Dr. Steytler bleef tot december 1970 de leider van de PP, maar hij was veel minder bekend bij het grote publiek dan mevr. Suzman. In december 1970 nam Harry Lawrence het leiderschap van de partij tijdelijk op zich. In februari 1971 volgde Colin Eglin Lawrence als partijleider op.

### Deparlementsverkiezingen van 1974
Bij de parlementsverkiezingen van 24 april 1974 boekte de PP een groot succes: niet alleen werd Suzman (Houghton) herkozen, maar ook Colin Eglin (Seepunt), René de Villiers (Parktown), Gordon Waddell (Johannesburg-Noord), Rupert Lorimer (Orange Grove) en prof. Frederick van Zyl Slabbert (Rondebosch) werden voor de PP in de Volksraad gekozen. Korte tijd later deed na tussentijdse verkiezingen in het district Pinelands, dr. Alex Boraine zijn intrede in de Volksraad.

### Fusie met deReform Party
In februari 1975 scheidde een groep liberalen zich van de Verenigde Party af. Vier parlementariërs onder leiding van Harry Schwarz, richtten de Reform Party op. Op 26 juli 1976 fuseerden de Progressive Party en de Reform Party tot de Progressive Reform Party/Progressiewe Reformiste Party (Progressieve Hervormingspartij, PRP). In 1977 ging de PRP een fusie aan met het restant van de Verenigde Party dat na het uittreden van diverse parlementariërs nog maar een schim was van wat zij vroeger was. De partij die uit deze fusie ontstond was de Progressive Federal Party/Progressiewe Federale Party (Progressieve Federale Partij, PFP).

## Ideologie
De PP was een sociaal-liberale partij. De partij was tegenstander van apartheid en voorstander van de invoering van algemeen kiesrecht. Tot 1968 konden ook Kleurlingen en zwarten lid worden van de PP, maar in 1968 verbood een wet multiraciale partijen. Onder haar aanhangers vond men vooral Engelstalige blanken en Afrikanerzakenlieden.

## Trivia
- Harry Oppenheimer, Zuid-Afrikaans zakenman en een van de rijkste mannen ter wereld was de belangrijkste financier van de PP en haar opvolgers[3].

## Bron
- Historical Dictionary of South Africa, door: Christopher Saunders, 1983, blz. 141

## Verwijzingen
1. ↑  Winkler Prins Jaarboek 1960, door: red. Winkler Prins, blz. 377
2. ↑  Winkler Prins Jaarboek 1976, door: red. Winkler Prins, blz. 386
3. 1 2  idem
4. ↑  Historical Dictionary of South Africa, door: Christopher Saunders, 1983, blz. 141